# Missió de San Fernando Rey de España

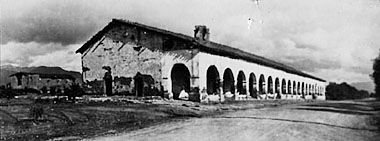
Missió de San Fernando pel 1910

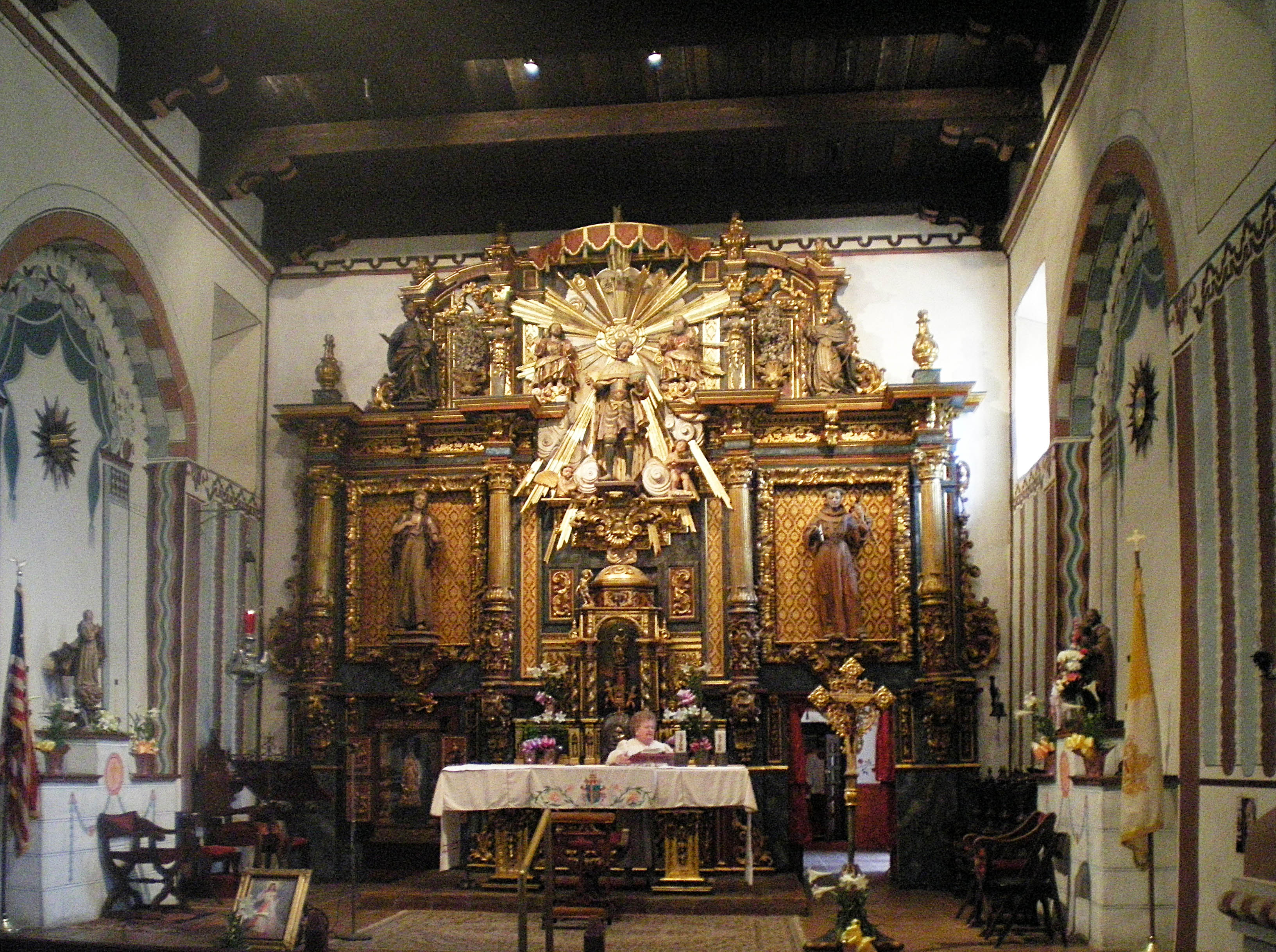
Interior de l'església de la Missió San Fernando.

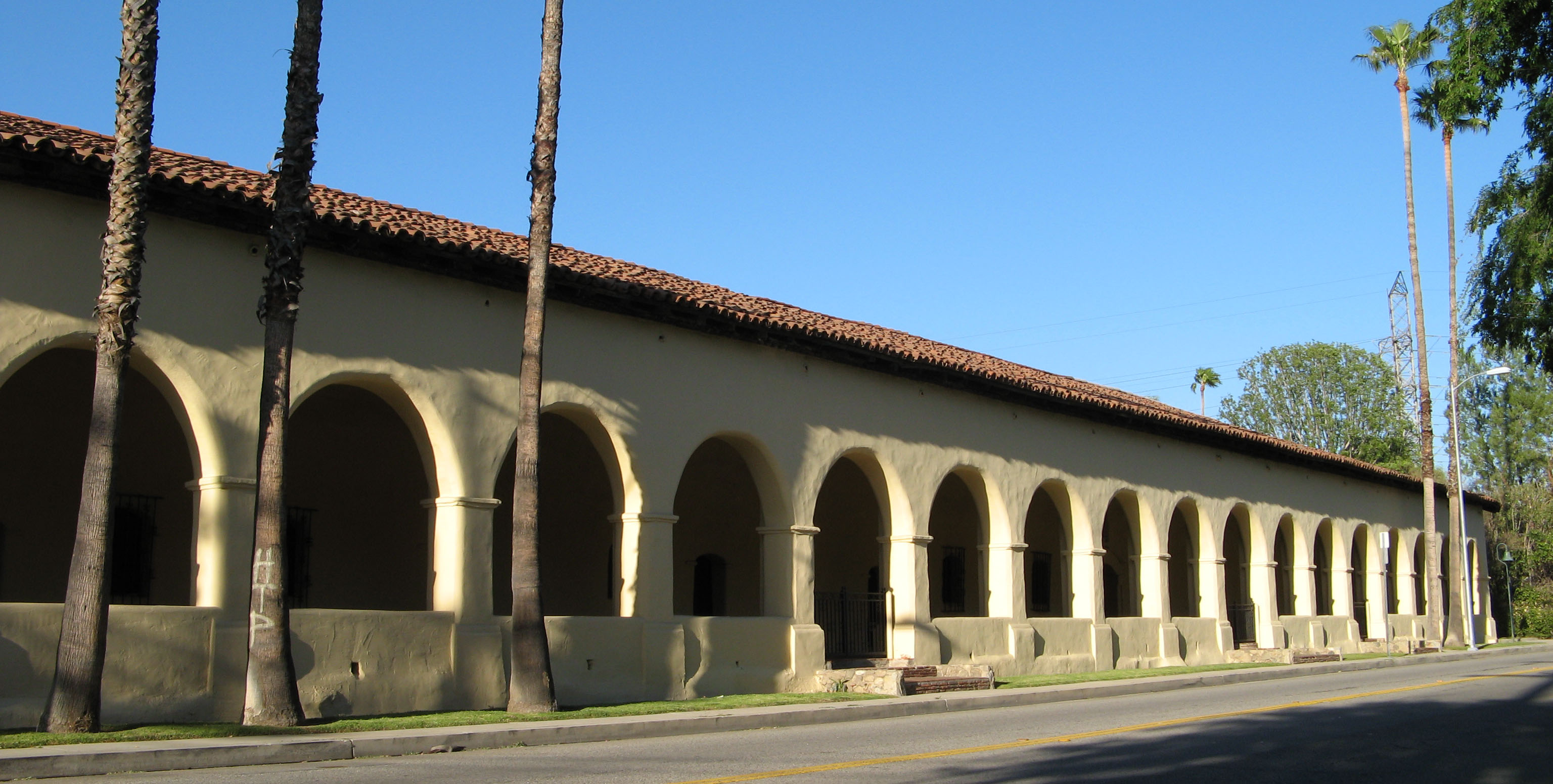
Vista del Convento Building des del carrer.

La Missió del Señor Fernando, Rey de España va ser una de les Missions espanyoles a Califòrnia fundada el 8 de setembre de 1797 per Fra Fermín Lasuén prop del lloc del primer descobriment d'or a l'Alta Califòrnia, a l'actual barri de Mission Hills al nord-oest de Los Angeles, Califòrnia, un indret anomenat Achooykomenga o Pasheeknga pels tongva i tataviam. Va ser la dissetena de les missions espanyoles establertes a Califòrnia. Anomenada així per  Sant Ferran, la missió és l'homònim de la propera ciutat de San Fernando i de la Vall de San Fernando.
La missió va ser secularitzada el 1834 i va tornar a l'Església en 1861; va esdevenir una església parroquial en 1920. Avui en dia els terrenys de missió funcionen com un museu, l'església és una capella parroquial de l'arxidiòcesi de Los Angeles.

## Història
La Missió del Señor Fernando, Rey de España està situada estratègicament en l'antic Ranxo Los Encinos (La Vall de Santa Catalina de Bononia dels Encinos) que es troba al costat del Camí reial de Califòrnia. Va ser la quarta Missió fundada pel frare entre juny i setembre de 1797. El primer emplaçament del Pueblo de Los Angeles havia estat ocupat per Francisco Reyes (aleshores alcalde de Los Angeles). Tanmateix, després de breus negociacions es va iniciar la construcció dels primers edificis (els registres de la missió recullen Reyes com a padrí del primer nen batejat a San Fernando).

### Indústries de la Missió
L'objectiu de la missió era, sobretot, arribar a ser autosuficient en un temps relativament curt. L'agricultura, per tant, va ser la indústria més important de qualsevol missió. Els espanyols no entenien la cultura dels indígenes locals, i en tot cas pretenien que els nadius s'ajustessin als plans de la missió on se'ls ensenya sobre les pràctiques agrícoles europees, les arts mecàniques, i la sensibilització i cura del bestiar. En 1811 els nadius produïen tots els aliments a les missions i van sostenir el govern militar i civil de Califòrnia.

### Les campanes de la Missió
Les campanes van ser de vital importància per a la vida diària en qualsevol missió. Les campanes repicaven en els àpats, per cridar als residents de la Missió al treball i als serveis religiosos, en els naixements i funerals, per assenyalar l'arribada d'un vaixell o tornada dels missioners, i en altres ocasions, els principiants se'ls va instruir en els intricats rituals associats amb la soneria de la campana de la missió.
El 1920 va ser descoberta, en un camp de tarongers vora la missió, una campana de cent lliures. Hi havia la següent inscripció (traduïda del rus): "L'any 1796, al mes de gener, aquesta campana va ser fosa a l'illa de Kodiak per la benedicció de l'Archimandrita Joaseph durant l'estada d'Aleksandr Baranov". No se sap com aquesta campana ortodoxa russa de Kodiak (Alaska) va anar a parar a una missió catòlica al sud de Califòrnia.

## Història recent
De 1821 a 1846 Califòrnia va formar part del Mèxic independent, qui el 1834 va secularitzar les missions. Després de la Guerra entre els Estats Units i Mèxic la missió va ser posada en venda pel governador Pío Pico. Entre 1845 i 1923 va ser utilitzada com a etapa per a les diligències del Butterfield Stage lines, i el 1896 va ser utilitzat com a magatzem i granja porcina. En 1923 l'església va tornar a ser utilitzat amb l'arribada de missioners Oblats. El 1940 la fundació Hearst donà una quantitat important de diners per a la restauració de la missió. En 1971 l'església va ser destrossada per un terratrèmol, i va ser reconstruïda completament en 1974. En 2003 hi fou enterrat l'actor Bob Hope.

## Galeria d'imatges

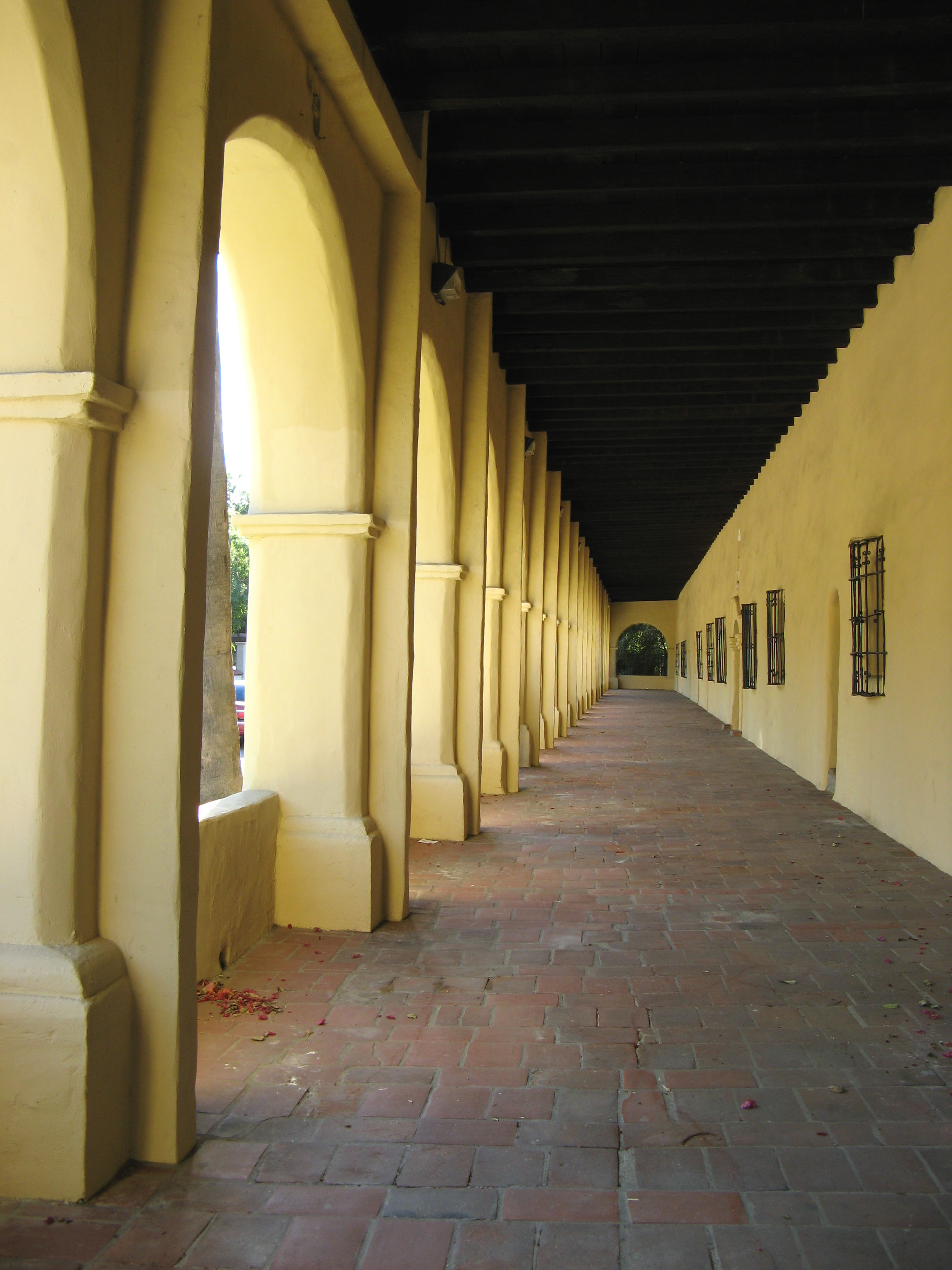
Vista del corredor exterior de la Missió.
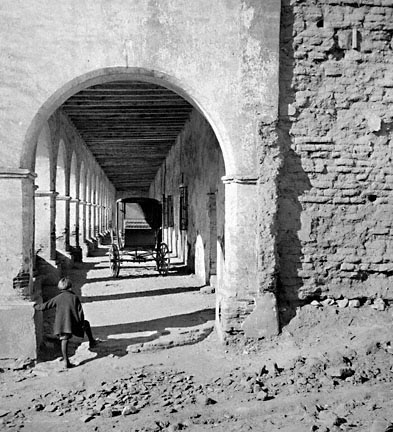
Vista de la missió el 1900.
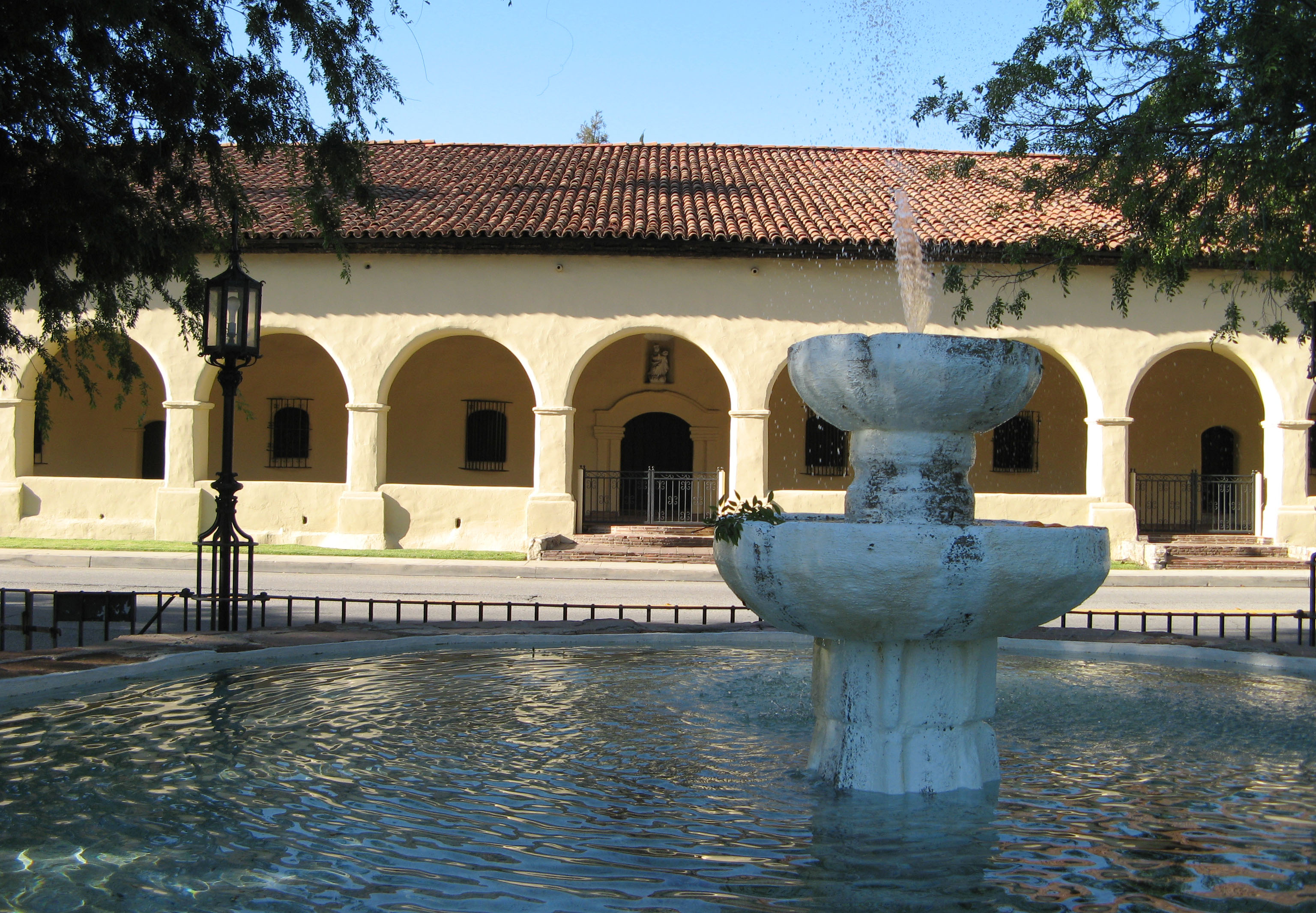
La font davanta San Fernando Mission Road.
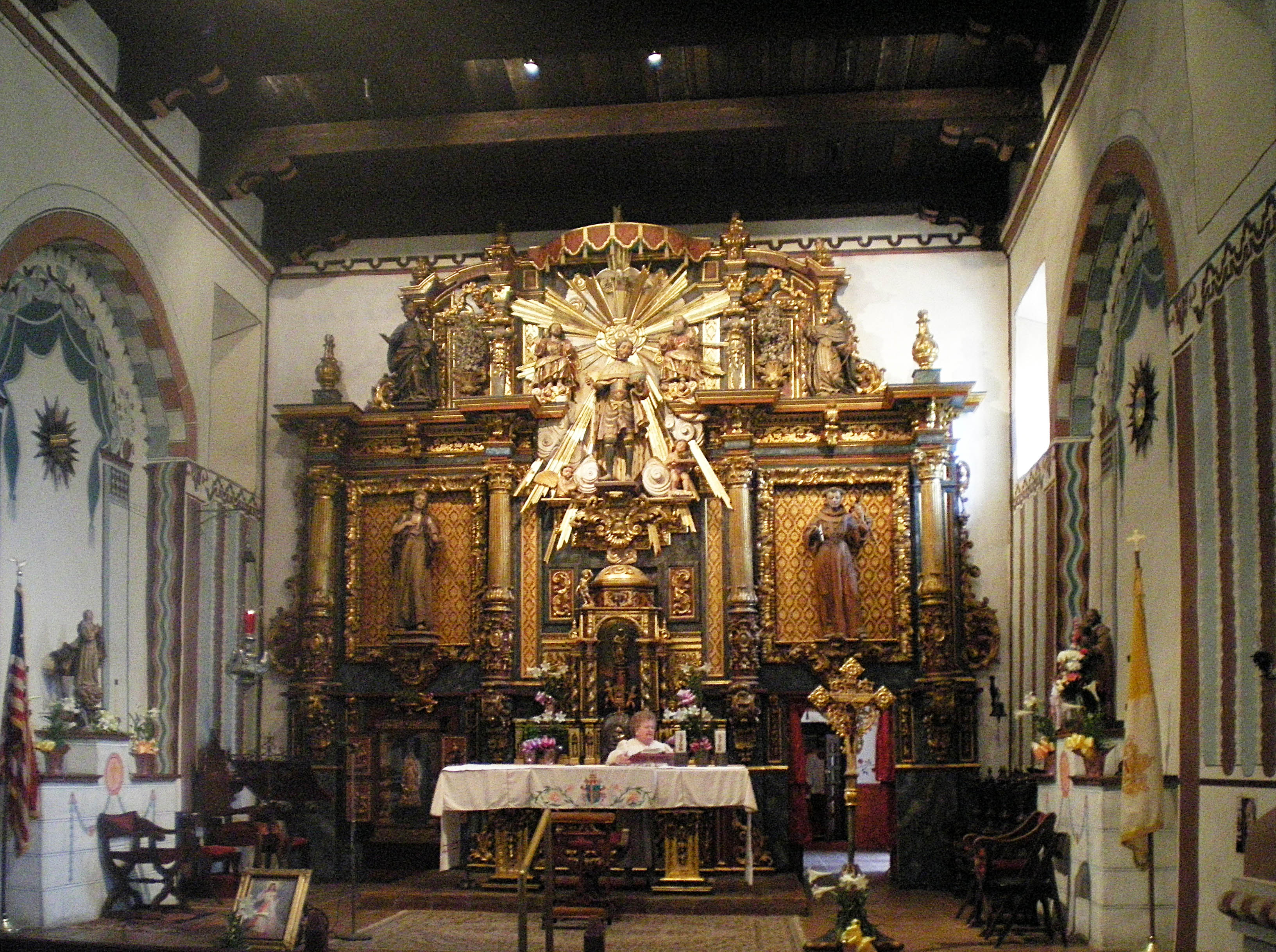
Interior de l'església de la Missió de San Fernando.
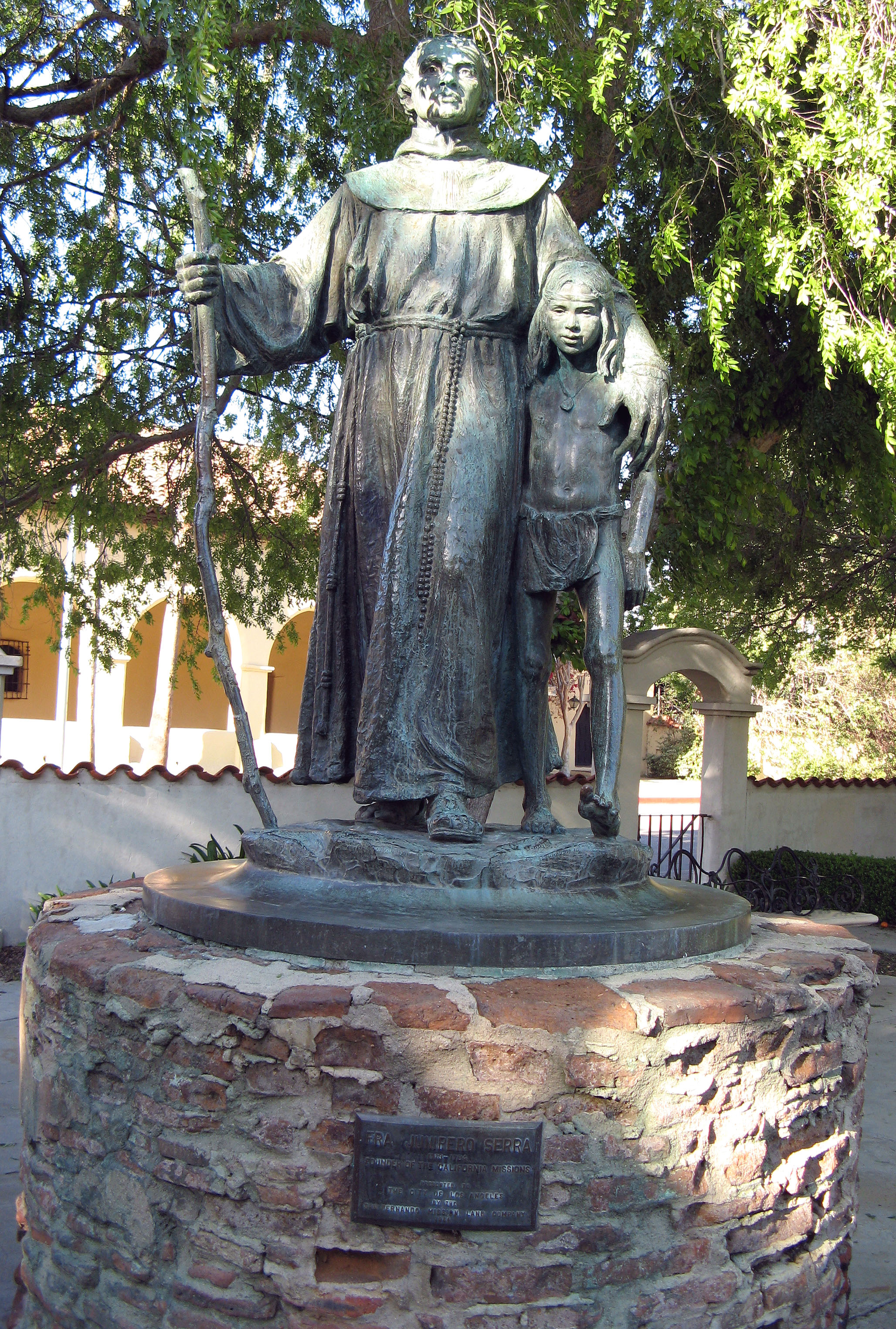
Estàtua de Juníper Serra i d'un nen nadiu a la Missió de San Fernando.
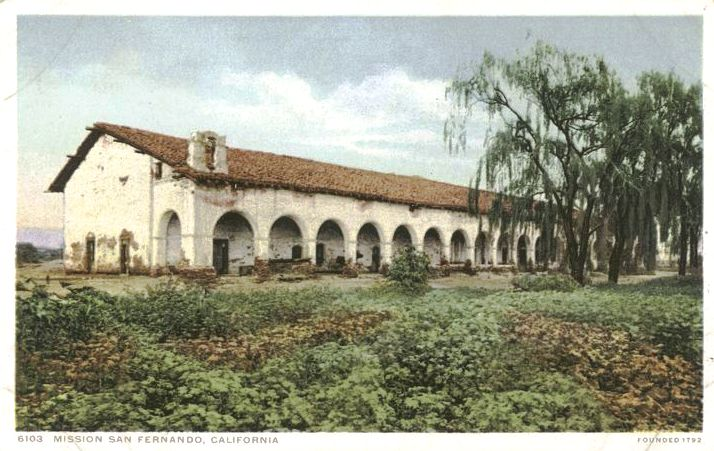
Postal de la missió, 1900
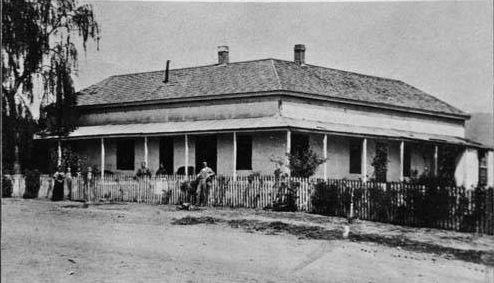
Lopez Station en 1860.